# Land's End
Land's End (em córnico:  Penn an Wlas) é um cabo e uma pequena aldeia no extremo sudoeste da Cornualha, Inglaterra. Fica na península de Penwith a cerca de 13 km a oeste-sudoeste de Penzance.
Land's End é o extremo sudoeste da Grã-Bretanha e tem particular fama porque sugere distância. Por exemplo, a distância de Land's End a John o' Groats na Escócia é de 1349 km por estrada, e a expressão de Land's End a John o' Groats é usada para definir corridas, caminhadas ou eventos com fins caritativos que se estendem pelo território britânico na sua máxima extensão.
Os Longships, grupo de ilhéus rochosos a 2 km da costa de Land's End, e as Isles of Scilly que ficam aproximadamente a 45 km a sudoeste prolongam este cabo.
A zona do cabo foi nomeada Important Plant Area pela Plantlife, devido à existência de espécies de plantas raras.
O cabo é um popular sítio turístico. Há um aeroporto próximo (Land's End Airport), com ligações a Bristol, Exeter, Newquay, Southampton e ilhas Scilly.